# Sultan Razia
 (novembre 2022).
Si vous disposez d'ouvrages ou d'articles de référence ou si vous connaissez des sites web de qualité traitant du thème abordé ici, merci de compléter l'article en donnant les références utiles à sa vérifiabilité et en les liant à la section « Notes et références ».
Raziyatu al-Din (en ourdou : راضیہ الدین), de son nom Jalâlat ud-Dîn Razziyâ (en ourdou :جلالت راضیہ الدین), connue sous le nom de sultane Razia, ou Radia (en ourdou : راضیہ سلطانہ), est la seule femme à avoir régné sur Delhi. Elle est née en 1205 et morte en 1240. Elle était d'ascendance turque ; comme d'autres princesses indiennes en son temps, elle avait été entraînée à prendre les armes et administrer un royaume, si le besoin s'en faisait sentir.

## Biographie
Jalâlat ud-Dîn Razziyâ ne succède pas immédiatement à son père Shams ud-Dîn Îltutmish au sultanat de Delhi en 1236. Son père l'avait déclarée héritière du sultanat aux dépens de ses fils. Mais quand Iltutmush meurt, un de ses fils, Rukn ud-Dîn Firûz Ier Shah, devient sultan pendant près de sept mois. L'active Razziyâ, soutenue par le peuple, réunit une armée et parvient à battre son frère en 1236. Celui-ci est tué durant la bataille par des nobles turcs de la cour.
La sultane Razziyâ rétablit l'ordre et la loi dans le pays. Elle encourage le commerce, fait construire des routes, crée des jardins, fait creuser des puits, soutient les poètes, les peintres et les musiciens, et fonde écoles et bibliothèques. Elle essaie également de réduire les discriminations envers ses sujets hindous.

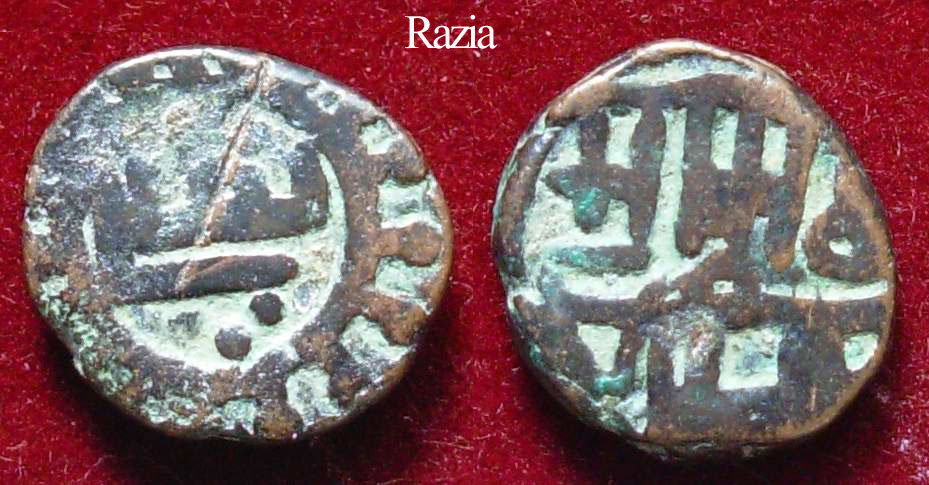
Monnaie de Razia.

Pour diriger son pays, elle abandonne le voile et adopte le costume masculin, se coiffe d'un turban et porte une épée au côté. Elle fait d'un esclave abbyssin nommé Jamâl-ud-Dîn Yâqût son assistant personnel, lequel reçoit le titre de « Maître des Écuries » et devient selon certaines sources son amant, ce qui exacerbe le mécontentement des gouverneurs et des nobles turcs qui fomentent une suite de révoltes.
Yâqût est assassiné, Razziyâ combat le soulèvement d'Altûnya, gouverneur de Bhatinda Elle est faite prisonnière par le gouverneur mais retrouve sa liberté lorsque ce dernier tombe sous son charme et décide de l'épouser. 
Les nobles alors la déposent et proclament sultan son demi-frère Muizz ud-Dîn Bahrâm Shâh. Razziyâ épouse Malik Altuniya, le gouverneur rebelle de Bhatinda et tente de reprendre le pouvoir.
Défaite par l'alliance des nobles turcs, elle s'enfuit. Un paysan qui lui avait offert le gîte et le couvert la tue pendant son sommeil[réf. nécessaire] le 13 octobre 1240. Elle est enterrée dans le Vieux Delhi, près de sa sœur Saziyaet. Bahrâm Shâh reste le seul sultan de Delhi.

### Source
- Louis Frédéric, Dictionnaire de la civilisation indienne, Robert Laffont, 1987, 1276 p. (ISBN 2-221-01258-5)